# Parvilacerta
Parvilacerta  (лат.) — род пресмыкающихся из семейства настоящих ящериц.

## Описание
Небольшие ящерицы с длиной тело от кончика морды до клоаки до 65 мм. Общая длина достигает 20 см. Самцы несколько крупнее самок. Туловище и голова не уплощённые. Рисунок тела полосатый. Часто по спине проходит два ряда тёмных пятен. В области плеч часто имеются синие глазки. У самцов на синие или зелёные глазки есть также на боках туловища, а у самок эти глазки беловатые. Брюшная сторона у самцов в брачный период ярко окрашенная, часто жёлтая или зелёная. На наружных брюшных щитках имеются синие пятна. Межчелюстной щиток отделён от лобоносового и касается ноздри. Ноздря не касается первого верхнегубного щитка. Задненосовых щитков может быть один или два. Верхненосовой и передний скуловой щитки не соприкасаются над ноздрёй. Верхнечелюстных щитков перед подглазничным обычно четыре. Первый верхневисочный щиток обычно крупный. Центральновисочный имеется, но не всегда хорошо выделяется среди остальных крупных щитков височной области. Верхняя сторона туловища покрыта мелкими чешуйками, которые вокруг середины тела образуют 30—45 рядов. Воротник зазубренный. Брюшные щитки образуют восемь продольных рядов.

## Образ жизни
Ведут наземный образ жизни, обычно встречаясь в относительно засушливых горных биотопах на высоте до 2500 м над уровнем моря. Прячутся среди камней и в расщелинах. Питаются насекомыми, их личинками, мелкими беспозвоночными.

## Размножение
Во время спаривания самцы кусают самок за бока и, по крайней мере у малоазиатской ящерицы, за бёдра. Это яйцекладущие пресмыкающиеся. Откладывают по 2—5 яиц за 1 раз. За сезон бывает несколько кладок.

## Распространение
Обитают в восточной и центральной частях Турции и Армении, а также разрозненно в Ливане, некоторых районах Ирана.

## Классификация
По данным Reptile Database на апрель 2025 года в род включают 2 вида:
- Parvilacerta fraasii (Lehrs, 1910) — Ящерица Фрааса[3]
- Parvilacerta parva (Boulenger, 1887) — Малоазиатская ящерица